# Chlenias leptoneura
Chlenias leptoneura là một loài bướm đêm trong họ Geometridae.